# Smilax hypoglauca
Smilax hypoglauca là một loài thực vật có hoa trong họ Smilacaceae. Loài này được Benth. miêu tả khoa học đầu tiên năm 1861.